# Pooh Jeter
Eugene "Pooh" Jeter III (Los Ángeles, California; 1 de diciembre de 1983) es un jugador de baloncesto estadounidense, nacionalizado ucraniano, que juega en el NBA G League Ignite de la G League. Es hermano de la velocista Carmelita Jeter.

## Trayectoria
Pooh Jeter se formó en el Gardena High School de California. Posteriormente jugó en la NCAA en los Portland Pilots de la Universidad de Portland. En la temporada 2006-2007 jugó en los Colorado 14ers de la NBA Development League.
En 2007 pasó a jugar a Europa al fichar por el BC Kiev de Ucrania. En 2008 llegó a la ACB al fichar por el ViveMenorca, debutando frente al TAU Cerámica el 5 de octubre de 2008. Hasta llegar a la ACB había disputado todos los All-Star de todos los campeonatos en los que había jugado.
Fue el MVP de la 12.ª jornada de la ACB en la temporada 2008-2009 gracias a sus 31 puntos de valoración ante el Bruesa GBC.
En septiembre de 2009 firmó un contrato temporal por el Unicaja Málaga para ocupar la posición que dejó en el club andaluz Joseph Gomis que poco antes se había lesionado e iba a estar de baja al menos 5 meses. Tras disputar tres partidos de la Euroliga promediando 5,3 puntos y 1,7 asistencias por partido y seis de la Liga ACB con promedios de 7,7 puntos, 2 asistencias y 3,5 de valoración, fue sustituido en el equipo por Shammond Williams. El 20 de noviembre fue contratado por el Hapoel Jerusalén de la Ligat Winner de Israel, con el que disputaría la liga israelí y la Eurocup.
El 23 de julio de 2010, Jeter fichó por Sacramento Kings de la NBA, club con el que disputó un total de 62 partidos promediando 4,1 puntos y 2,6 asistencias por noche.
Tras abandonar la disciplina del conjunto californiano, Jeter regresó a España para iniciar su tercera experiencia en la liga Endesa de la mano del FIATC Joventut que anunció su contratación a mediados de agosto de 2011.
El base californiano jugó en el Fiatc Joventut, tercer equipo español en el que jugaba Jeter tras llegar a Unicaja en 2009 como sustituto del lesionado Joseph Gomis y de jugar el año anterior con Menorca. Jeter acumula un total de 69 partidos, en los que ha promediado 13.4 puntos, 2.0 rebotes, 2.9 asistencias y 1.2 robos.
En septiembre firma con el Shandong Flaming Bulls de la Chinese Basketball Association.
En julio de 2013 firma con el BC Kiev de la Superliga de Baloncesto de Ucrania. Jeter, que jugó en Menorca, Málaga y Badalona, también tiene experiencia en Israel, Francia, Ucrania y la NBA.
En abril de 2017, con 34 años se compromete con el Besiktas turco hasta final de temporada tras realizar una buena temporada (27,7p, 5r, 8a) en la Liga China.
El 1 de enero de 2021, tras dos temporadas en China, firma por el BC Dnipro Dnipropetrovsk de la Superliga de baloncesto de Ucrania.
El 28 de octubre de 2021, Jeter firmó con los NBA G League Ignite.